# 西吉县
西吉县是中华人民共和国宁夏回族自治区固原市辖下的一个县。面积3985平方公里，人口约为32万人。

## 简介
宁夏自治区西吉县农业县，其作物以蔬菜为主。种类有结球甘蓝、大白菜、芹菜、胡萝卜、番茄、辣椒、黄瓜、大蒜、瓜类等等。该县政府位于辖内的吉强镇，邮政编码则为756200。

## 人口
2020年末，根據第七次全國人口普查結果常住人口為315827人。

## 行政区划
西吉县下辖4个镇、15个乡：
吉强镇、兴隆镇、平峰镇、将台堡镇、新营乡、红耀乡、田坪乡、马建乡、震湖乡、兴平乡、西滩乡、王民乡、什字乡、马莲乡、硝河乡、偏城乡、沙沟乡、白崖乡和火石寨乡。

## 交通
- 309国道过境。